# Lovely, Lovely (Loverly, Loverly)
Lovely, lovely (Loverly, loverly) is een single van de Amerikaanse zanger Chubby Checker.
Het nummer is alleen een hit in Nederland en België. In Nederland behaalt het zelfs de tweede plaats in de Nederlandse Top 40.

## Hitnotering
| Lovely, lovely (Loverly, loverly) | Lovely, lovely (Loverly, loverly) | Lovely, lovely (Loverly, loverly) | Lovely, lovely (Loverly, loverly) | Lovely, lovely (Loverly, loverly) | Lovely, lovely (Loverly, loverly) | Lovely, lovely (Loverly, loverly) | Lovely, lovely (Loverly, loverly) | Lovely, lovely (Loverly, loverly) | Lovely, lovely (Loverly, loverly) | Lovely, lovely (Loverly, loverly) | Lovely, lovely (Loverly, loverly) | Lovely, lovely (Loverly, loverly) | Lovely, lovely (Loverly, loverly) | Lovely, lovely (Loverly, loverly) | Lovely, lovely (Loverly, loverly) | Lovely, lovely (Loverly, loverly) | Lovely, lovely (Loverly, loverly) | Lovely, lovely (Loverly, loverly) | Lovely, lovely (Loverly, loverly) | Lovely, lovely (Loverly, loverly) | Lovely, lovely (Loverly, loverly) |
| Hitlijst                          | Datum van binnenkomst             | Week:                             | 1                                 | 2                                 | 3                                 | 4                                 | 5                                 | 6                                 | 7                                 | 8                                 | 9                                 | 10                                | 11                                | 12                                | 13                                | 14                                | 15                                | 16                                | 17                                | 18                                | Laatste notering                  |
| --------------------------------- | --------------------------------- | --------------------------------- | --------------------------------- | --------------------------------- | --------------------------------- | --------------------------------- | --------------------------------- | --------------------------------- | --------------------------------- | --------------------------------- | --------------------------------- | --------------------------------- | --------------------------------- | --------------------------------- | --------------------------------- | --------------------------------- | --------------------------------- | --------------------------------- | --------------------------------- | --------------------------------- | --------------------------------- |
| Nederlandse Top 40                | 16-01-1965                        | Positie:                          | 28                                | 7                                 | 4                                 | 3                                 | 2                                 | 3                                 | 3                                 | 3                                 | 3                                 | 4                                 | 4                                 | 9                                 | 13                                | 17                                | 19                                | 23                                | 29                                | 37                                | 15-05-1965                        |
| Tijd voor Teenagers Top 10        | 16-01-1965                        | Positie:                          | 10                                | 3                                 | 3                                 | 3                                 | 3                                 | 5                                 | 4                                 | 4                                 | 3                                 | 3                                 | 8                                 |                                   |                                   |                                   |                                   |                                   |                                   |                                   | 27-03-1965                        |

### NPO Radio 2 Top 2000
| Nummer met noteringen in de NPO Radio 2 Top 2000 | '99  | '00  |
| ------------------------------------------------ | ---- | ---- |
| Lovely, Lovely                                   | 1600 | 1618 |

1. ↑  Een vetgedrukt getal geeft de hoogste notering aan.
2. ↑  Deze tabel is bijgewerkt tot en met de laatste editie (2024).